# Paul Weitz
Paul Weitz (New York, 19 novembre 1965) è un regista, sceneggiatore e produttore cinematografico statunitense.

## Biografia
Figlio dello stilista John Weitz e della attrice Susan Kohner, si è laureato alla Wesleyan University. Ha iniziato la sua carriera collaborando con il fratello Chris alla stesura di film come Z la formica e La famiglia del professore matto e hanno recitato assieme nei film indipendenti Chuck & Buck e Il club dei cuori infranti. Debutta alla regia con la commedia di successo American Pie, in seguito co-dirige assieme al fratello Ritorno dal paradiso e About a Boy - Un ragazzo, quest'ultimo tratto dal romanzo di Nick Hornby. Negli anni seguenti dirige le commedie graffianti In Good Company e American Dreamz, una satira acida e corrosiva sull'american way of life, tra reality show e una caricatura del presidente George W. Bush.

## Filmografia

### Regista
- American Pie (1999)
- Ritorno dal paradiso (Down to Earth) (2001)
- About a Boy - Un ragazzo (About a Boy) (2002)
- In Good Company (2004)
- American Dreamz (2006)
- Aiuto vampiro (Cirque du Freak: The Vampire's Assistant) (2009)
- Vi presento i nostri (Little Fockers) (2010)
- Being Flynn (2012)
- Admission - Matricole dentro o fuori (Admission) (2013)
- Grandma (2015)
- Sotto sequestro (Bel Canto) (2018)
- Un padre (Fatherhood) (2021)
- Voltare pagina (Moving On) (2022)

### Sceneggiatore
- Z la formica (Antz), regia di Eric Darnell e Tim Johnson (1998)
- La famiglia del professore matto (Nutty Professor II: The Klumps), regia di Peter Segal (2000)

- About a Boy - Un ragazzo (About a Boy) (2002)
- In Good Company (2004)
- American Dreamz (2006)
- Aiuto vampiro (Cirque du Freak: The Vampire's Assistant) (2009)
- Being Flynn (2012)
- Grandma (2015)
- Sotto sequestro (Bel Canto) (2018)
- Un padre (Fatherhood) (2021)
- Voltare pagina (Moving On) (2022)

### Produttore
- American Pie 2 (2001)
- American Pie - Il matrimonio (American Wedding) (2003)
- See This Movie (2004)
- In Good Company (2004)
- American Dreamz (2006)
- Quel genio di Bickford (Bickford Shmeckler's Cool Ideas) (2006)
- La bussola d'oro (The Golden Compass) (2007)
- Nick & Norah - Tutto accadde in una notte (Nick and Norah's Infinite Playlist) (2008)
- Aiuto vampiro (Cirque du Freak: The Vampire's Assistant) (2009)
- Being Flynn (2012)
- American Pie: Ancora insieme (American Reunion) (2012)
- Admission - Matricole dentro o fuori (Admission) (2013)
- Grandma (2015)
- Good Kids (2016)
- A Happening of Monumental Proportions (2017)
- Sotto sequestro (Bel Canto) (2018)
- Un padre (Fatherhood) (2021)
- Crush (2022)
- Pinocchio (2022)
- Voltare pagina (Moving On) (2022)
- If You Were the Last (2023)
- Papà scatenato (About My Father) (2023)